# تريست كيلي دن
تريست كيلي دن (بالإنجليزية: Trieste Kelly Dunn)‏ هي ممثلة أمريكية، ولدت في 14 يناير 1981 ببروفو في الولايات المتحدة.

## أعمال

### أفلام
- (2006) يونايتد 93[5]

### مسلسلات
- بانشي
- ذا غود وايف

## وصلات خارجية
- تريست كيلي دن على موقع IMDb (الإنجليزية)
- تريست كيلي دن على موقع ميتاكريتيك (الإنجليزية)
- تريست كيلي دن على موقع ميتاكريتيك (الإنجليزية)
- تريست كيلي دن على موقع روتن توميتوز (الإنجليزية)
- تريست كيلي دن على موقع قاعدة بيانات الأفلام العربية
- تريست كيلي دن على موقع ألو سيني (الفرنسية)
- تريست كيلي دن على موقع تيرنر كلاسيك موفيز (الإنجليزية)
- تريست كيلي دن على موقع أول موفي (الإنجليزية)
- تريست كيلي دن على موقع أول موفي (الإنجليزية)
- تريست كيلي دن على موقع قاعدة بيانات الفيلم (الإنجليزية)